# Національний музей авіації і космонавтики Чилі
Націона́льний музе́й авіа́ції і космона́втики (ісп. Museo Nacional Aeronáutico y del Espacio) — музей розташований у місті Сантьяго, Чилі. Призначений для збереження авіаційної історичної спадщини країни.

## Історія
Створений 13 липня 1944 року, як Музей авіації, декретом уряду Хуана Антоніо Ріоса . Який передбачав, що він буде розташований у Сантьяго, перебуватиме під управлінням Головного управління цивільної авіації, і буде утримуватися завдяки пожертвам та доходам.

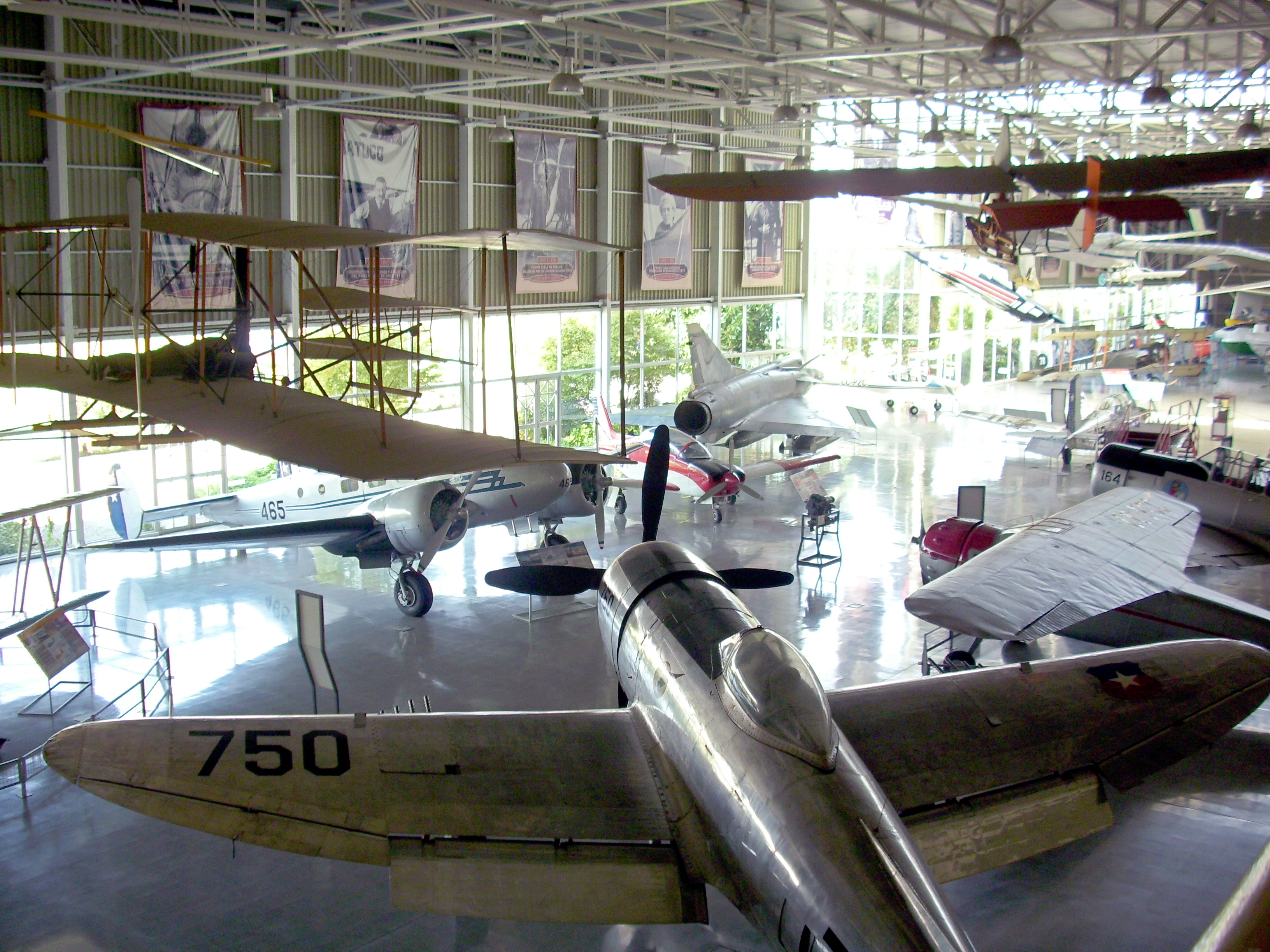
Головний зал музею

До 1988 року музей розташовувався у різних місцях, допоки у вересні 1988 року було розпочато будівництво власної сучасної будівлі, розташованої на території, яка раніше була аеродромом Лос-Черрільос. 
9 березня 1992 року музей був відкритий тодішнім президентом Патрісіо Айлвіном. Пізніше тодішній президент Едуардо Фрей Руїс-Тагле підписав указ № 800 від 26 жовтня 1995 року, яким музей був визнаний "національним" і отримав своє сучасне ім'я .

## Тематичні зали
Експозиція музею розповідає про розвиток авіації від перших спроб польоту до створення Національних ВПС і поділяється на зали:
- «Політ і міфологія»

У залі показана історія спостережень людиною за польотами в природі протягом століть. Упродовж тисяч років виникали історії, пов’язані з польотом, породжуючи міфи та легенди, а разом з ними і богів, яким приписували особливі сили та здібності літати.
- «Леонардо да Вінчі»

Відтворення майстерні Леонардо да Вінчі, де демонструють геніальність та візіонерський дух його моделей.
- «Мрійники та будівельники»

У залі, на кресленнях та демонстраційних моделях, показані винаходи та перші випробування літаючих машин.
- «Брати Райт»

Історія першого польоту на важчий за повітря машині братів Райт, наголошуючи на різних версіях та свідченнях інших польотів, яким приписують таку ж важливість.
- «Попередники національного повітроплавання»

Експозиція "Попередники національної аеронавтики" охоплює період 1910-1930 рр. Можна побачити фотографії, предмети та деякі літаки, які ознаменували віху на початку минулого століття, лише через кілька років після першого польоту, здійсненого братами Райт в 1903 році.
- «Літаки»

У головному залі центральної будівлі розміщено зразки літаків, що належить до колекції музею.
- «Реактивна зала»

Ангар містить колекцію реактивних літаків, що демонструють технології з 1945 по 1970 роки.
- «Космічна зала»

Ця зала висвітлює найважливіші моменти у спостереженні та дослідженні космосу.
- «Політ у природі»

## Експонати музею
Найважливішим надбанням музею є предмети спадщини, об'єднані у колекції, експозиція яких допомагає формувати історію повітроплавання.
Колекції :
- Літаки
- Зброя
- Авіаційні прилади
- Космос
- Філателія
- Фотографії
- Повітряні гвинти
- Військові нагороди
- Двигуни
- Твори мистецтва
- Уніформа

## Галерея

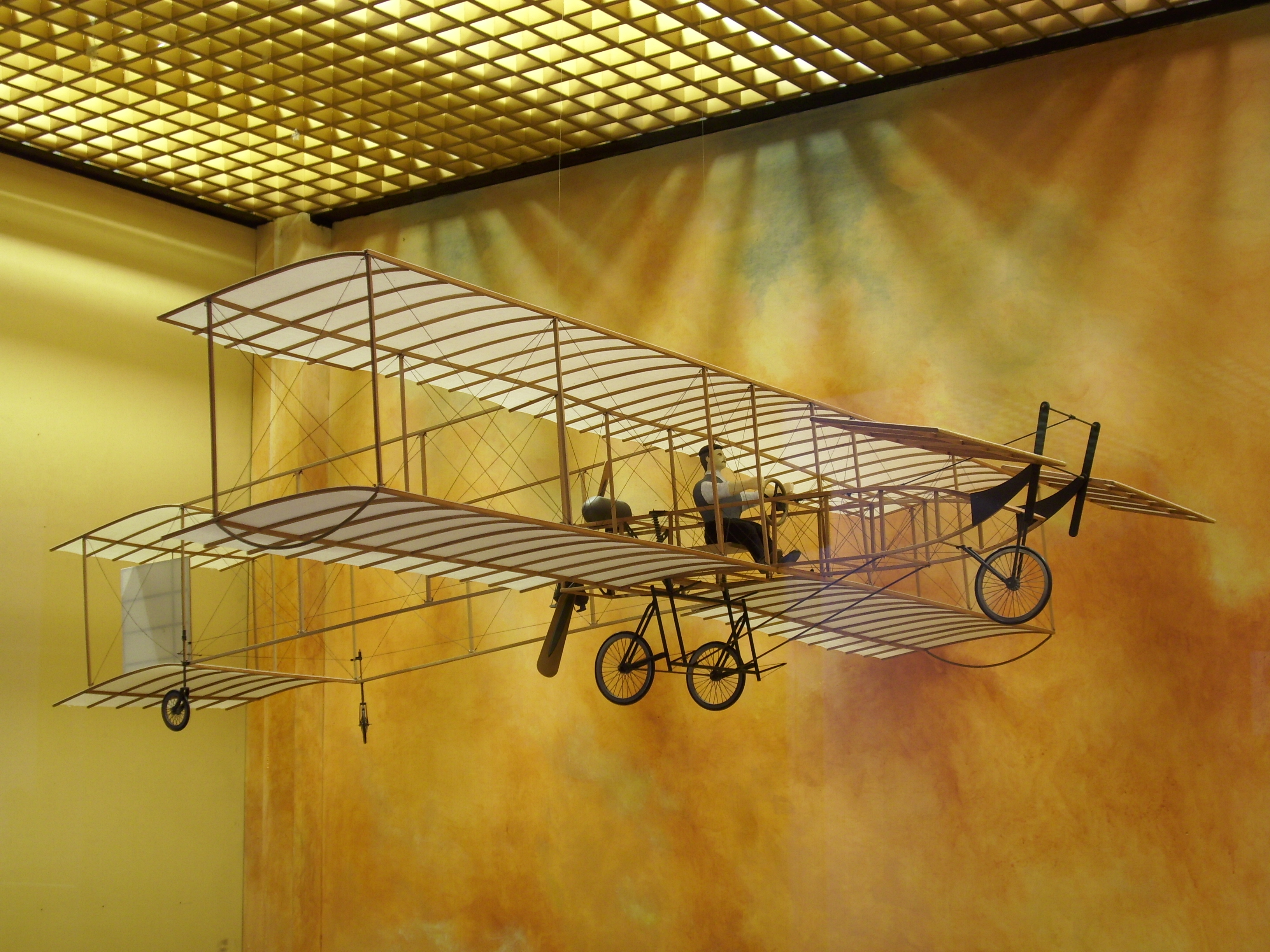
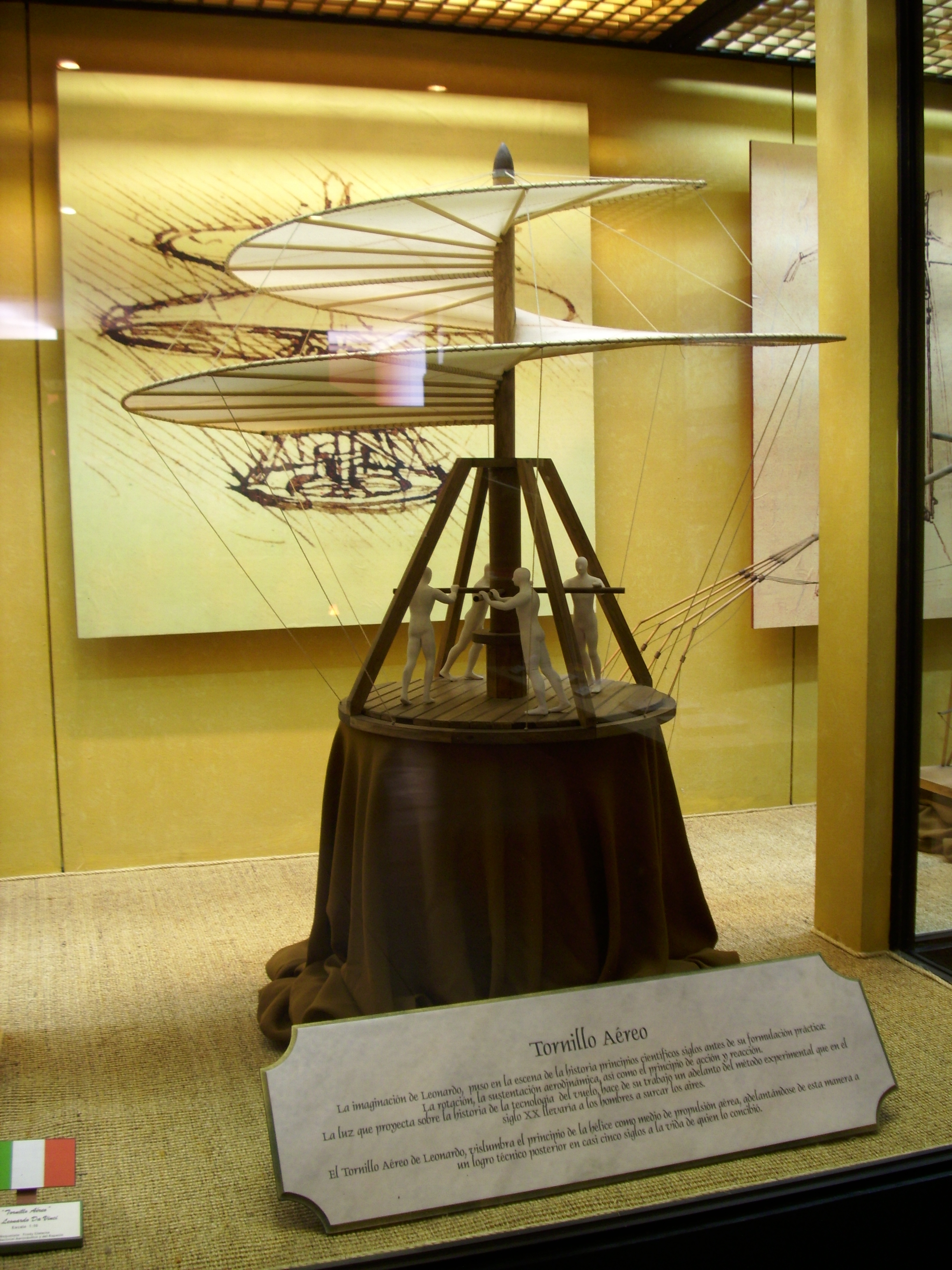
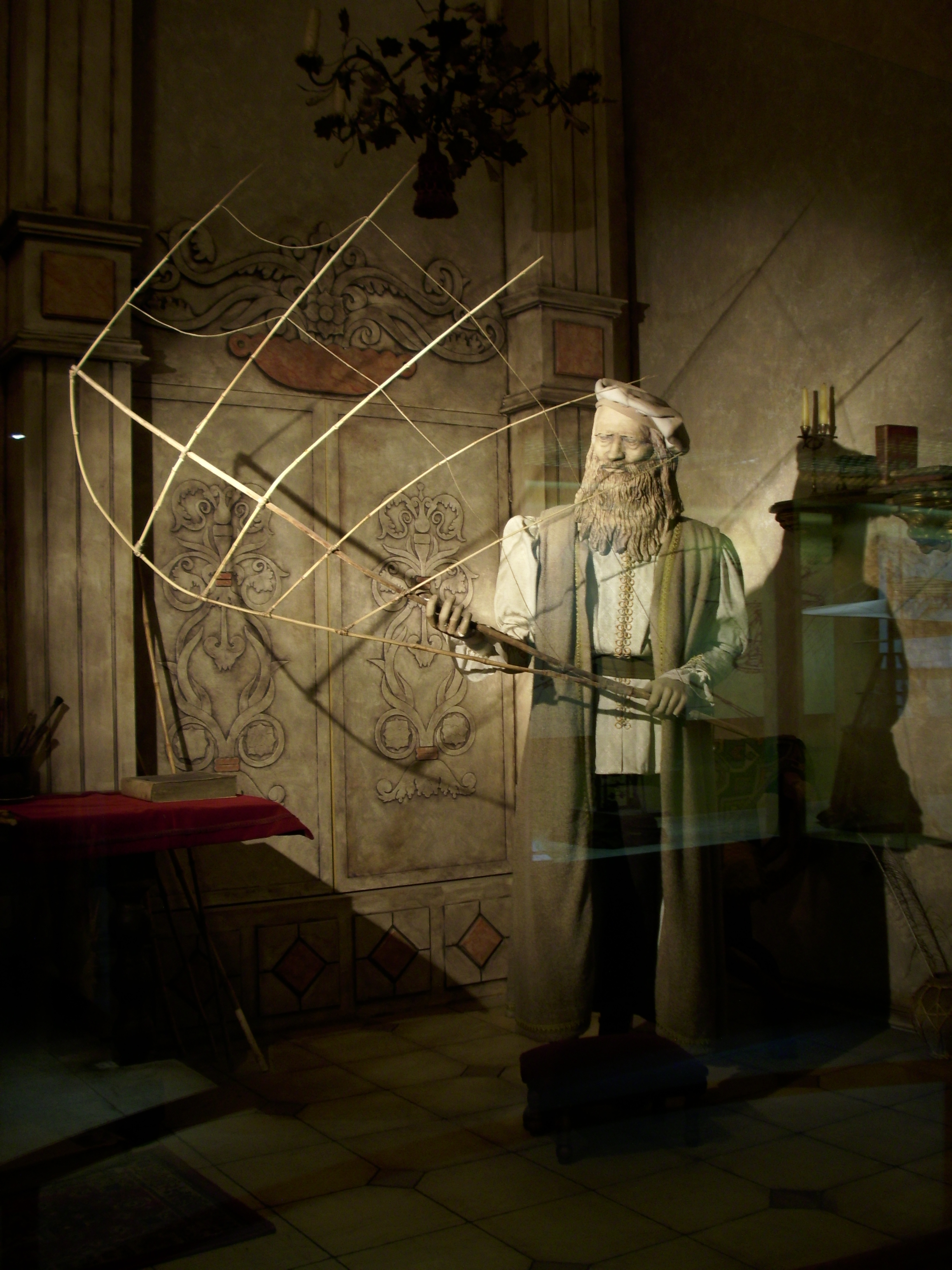
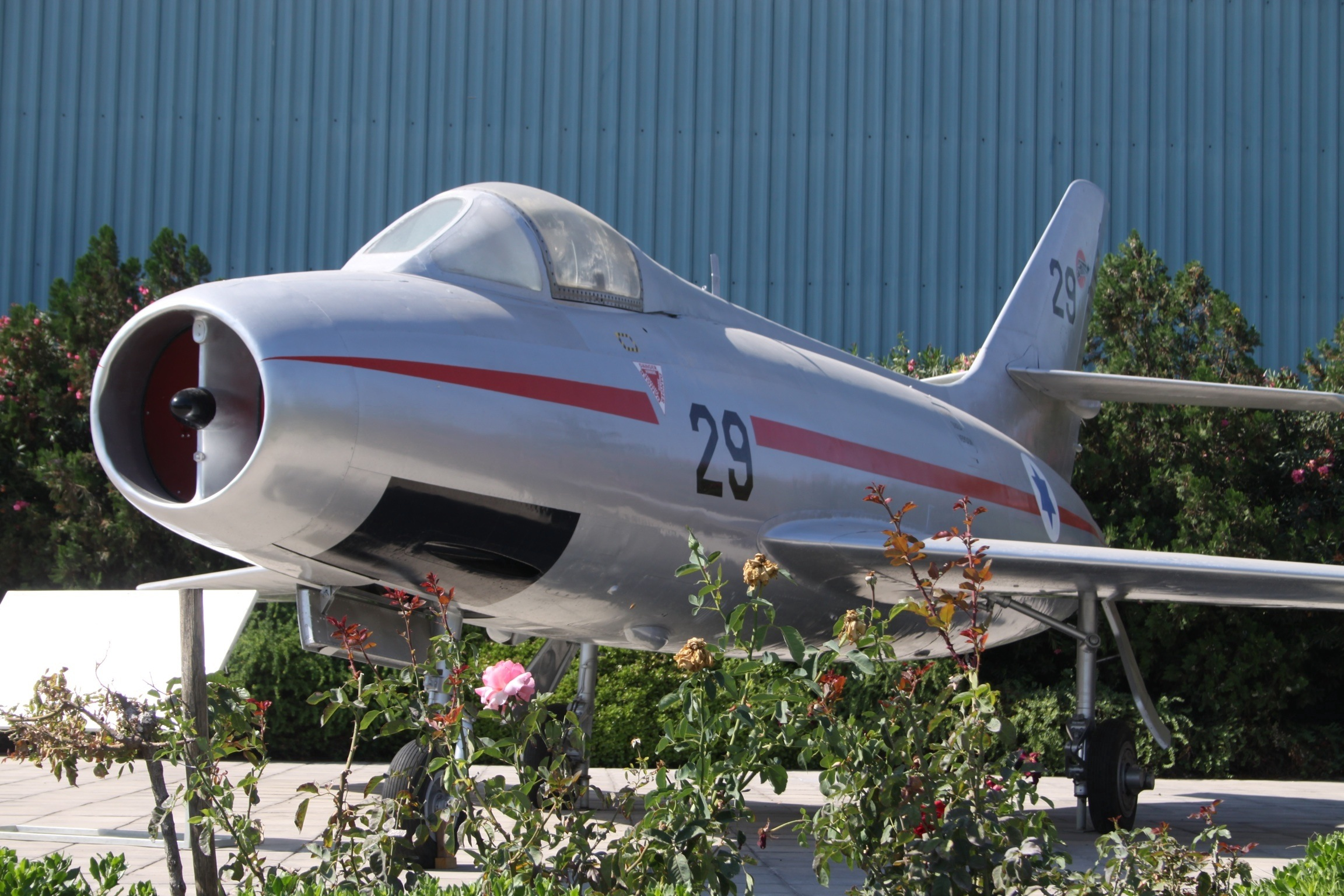
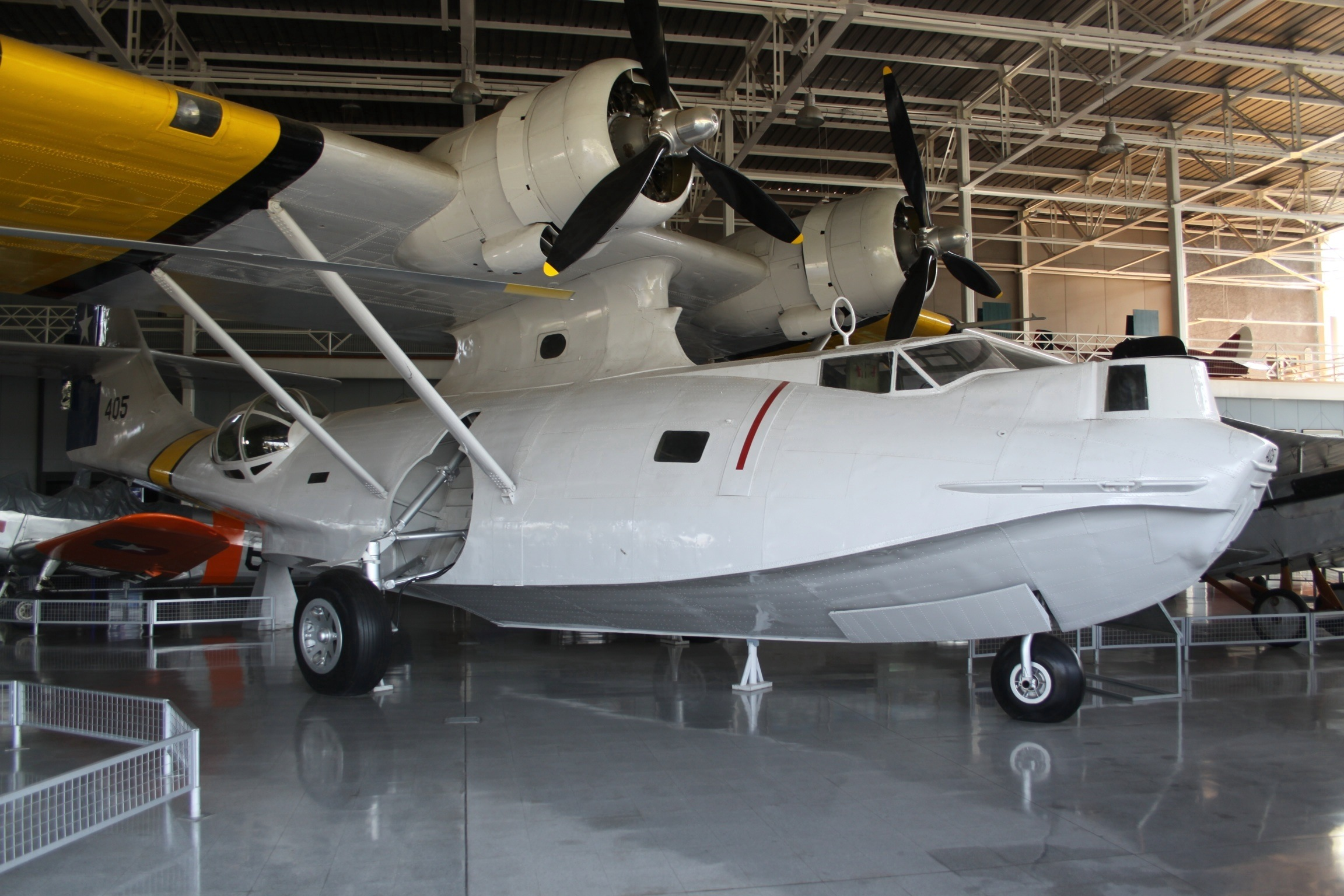
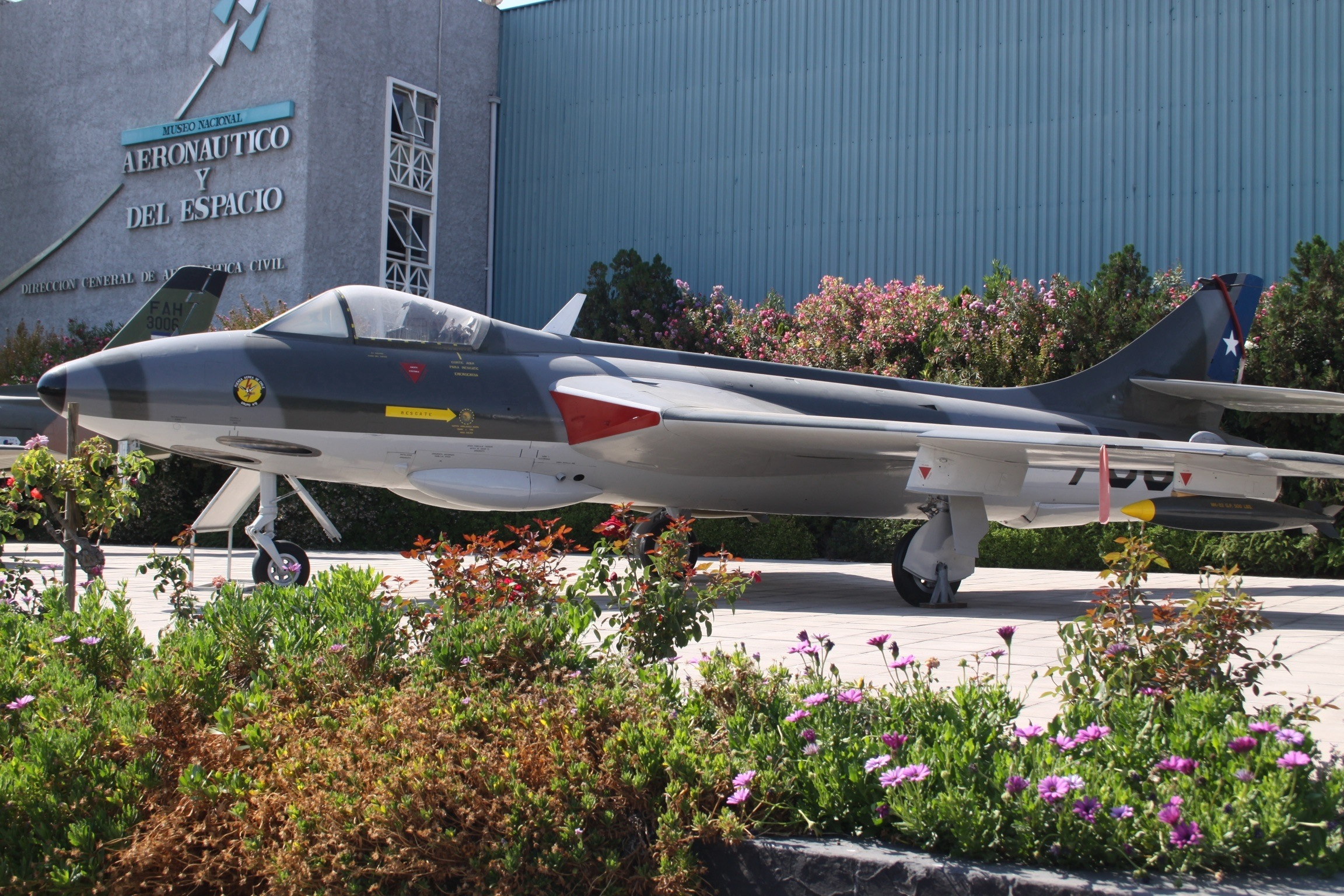
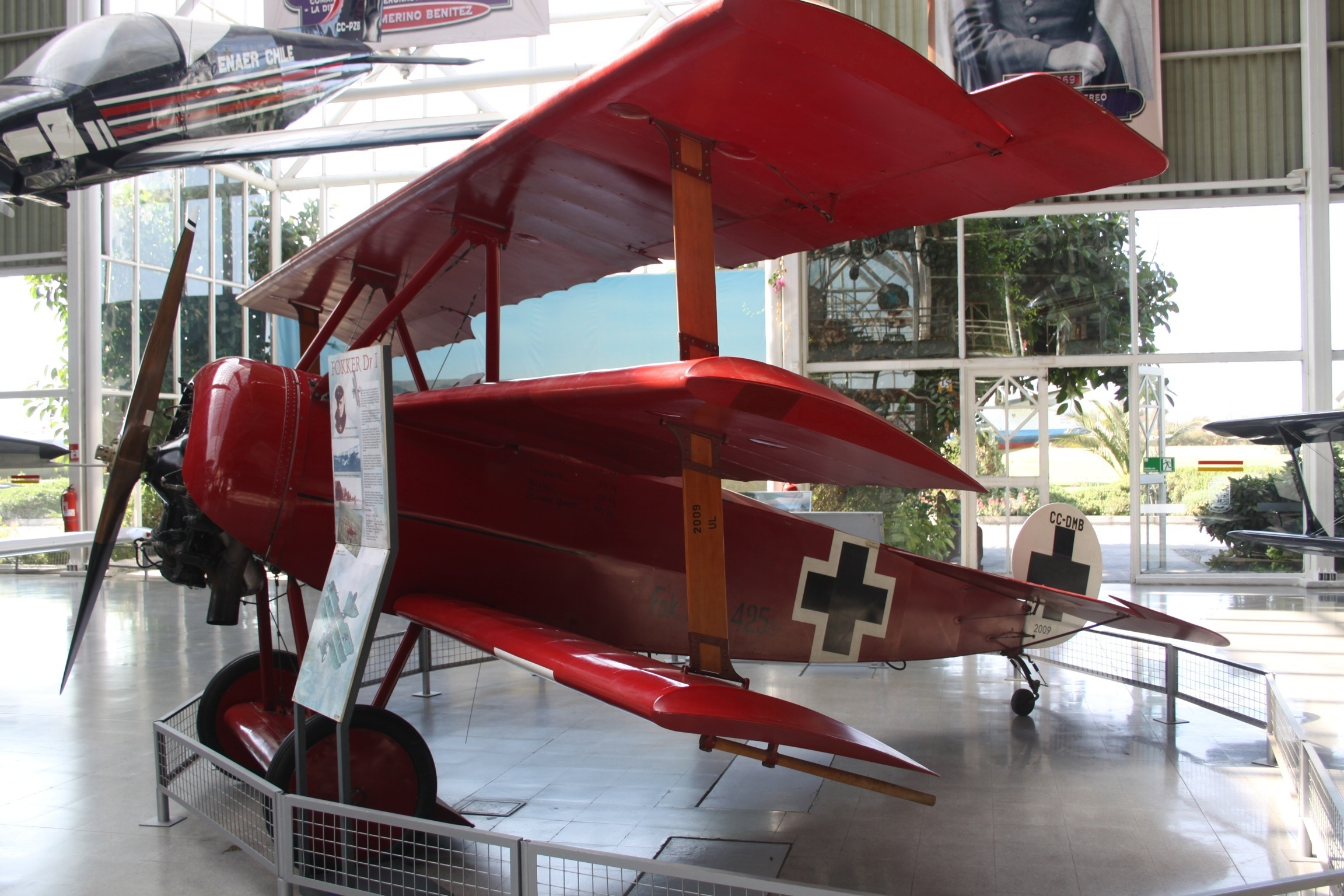
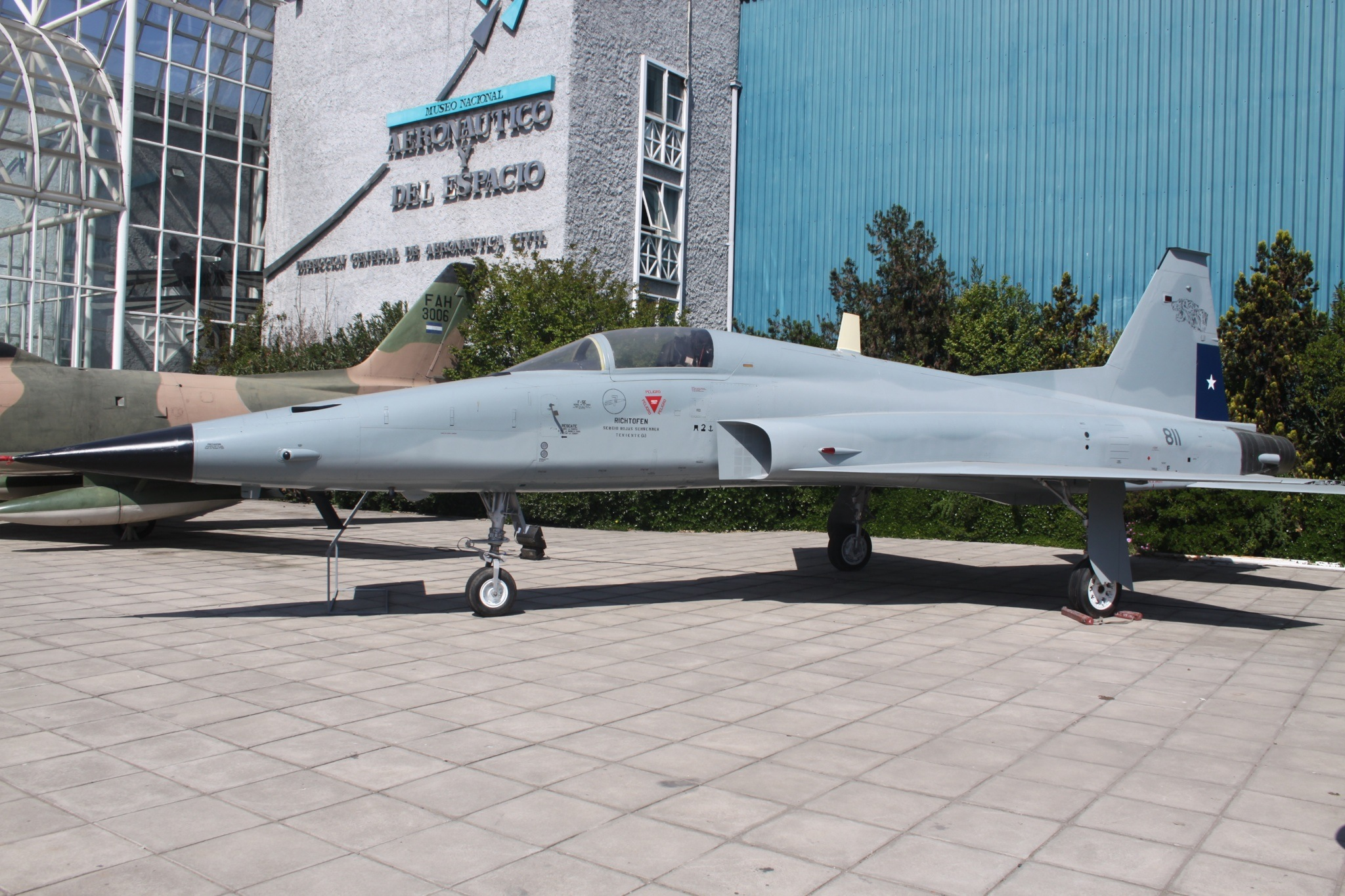
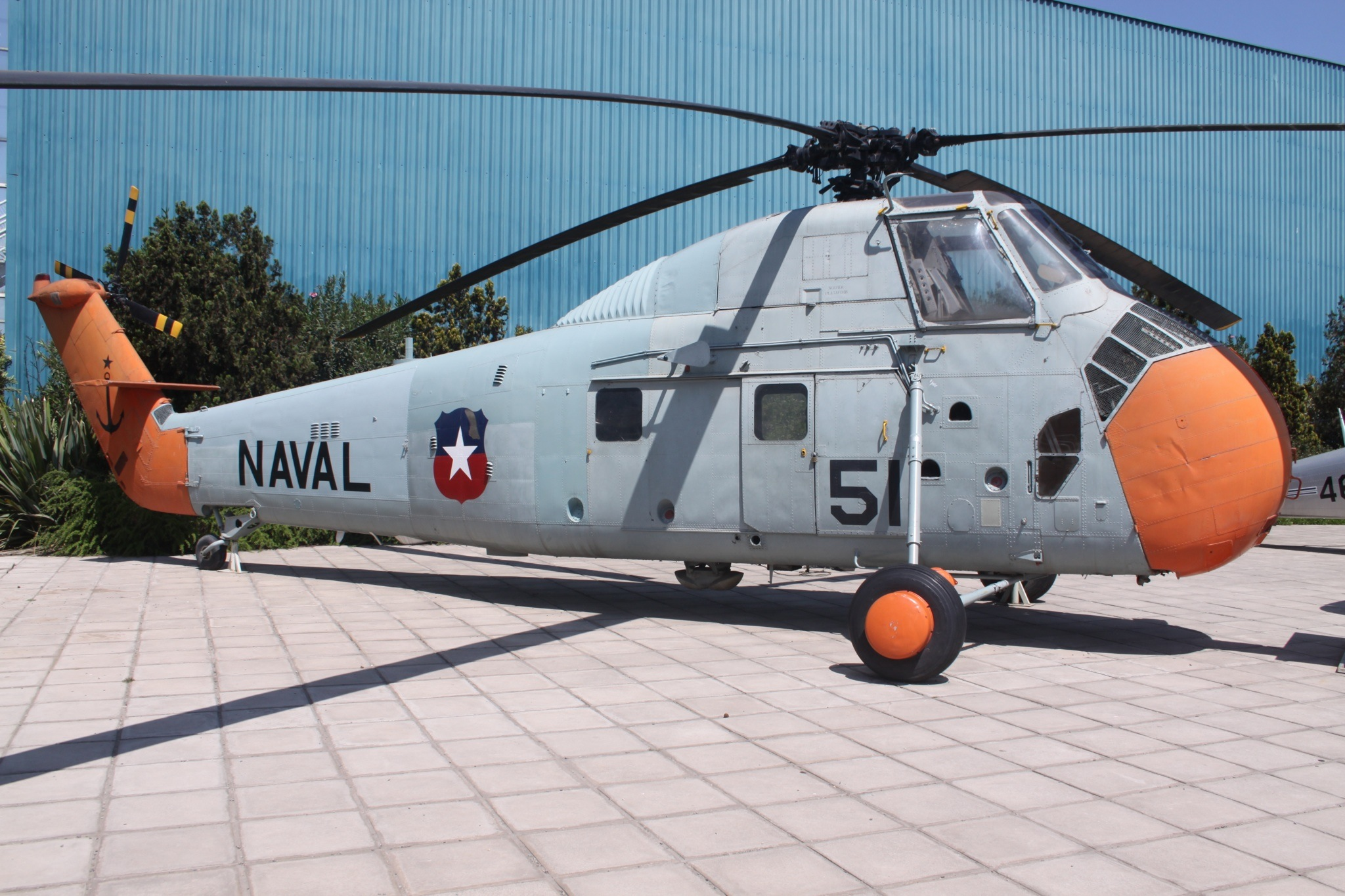
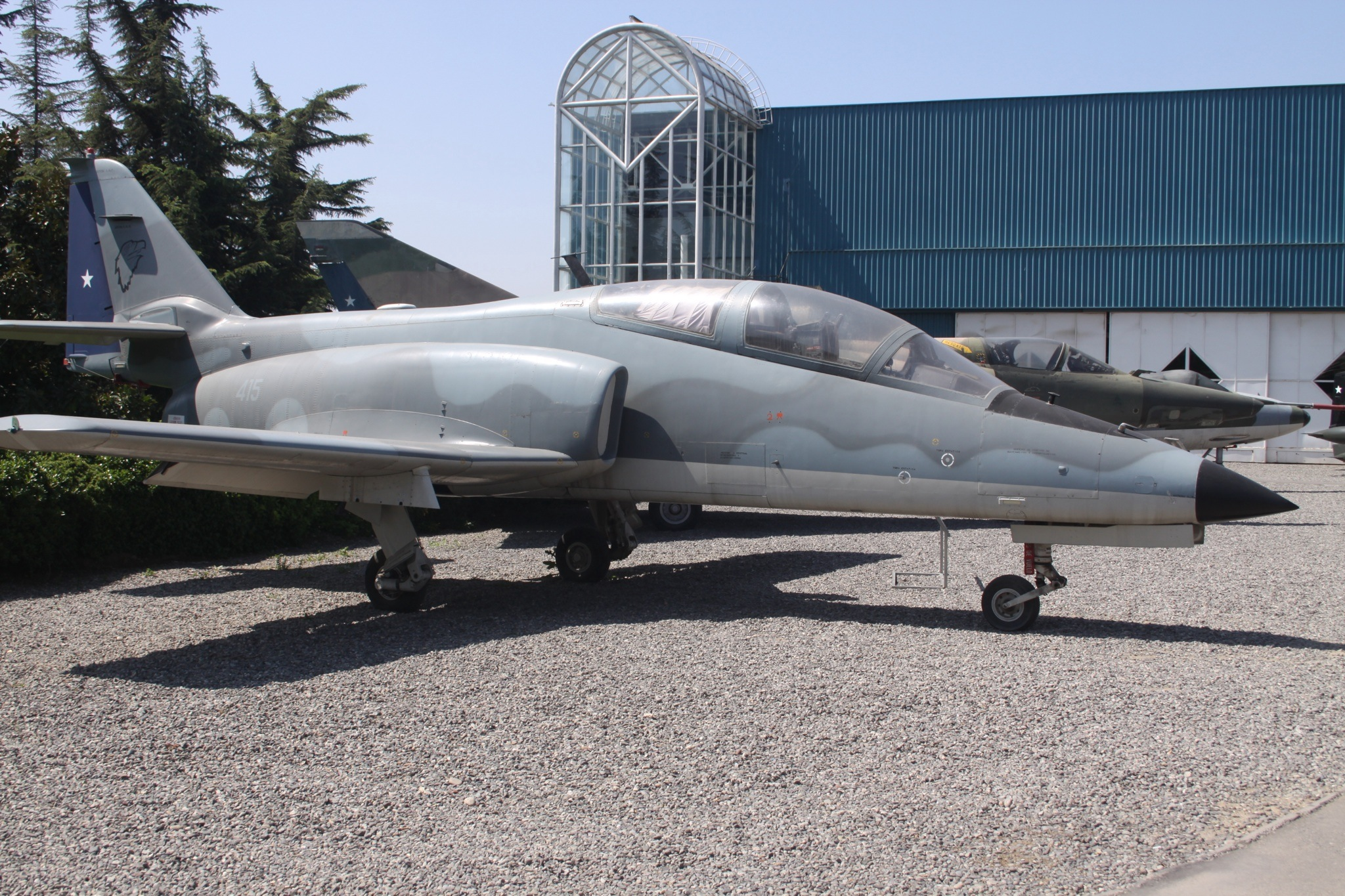
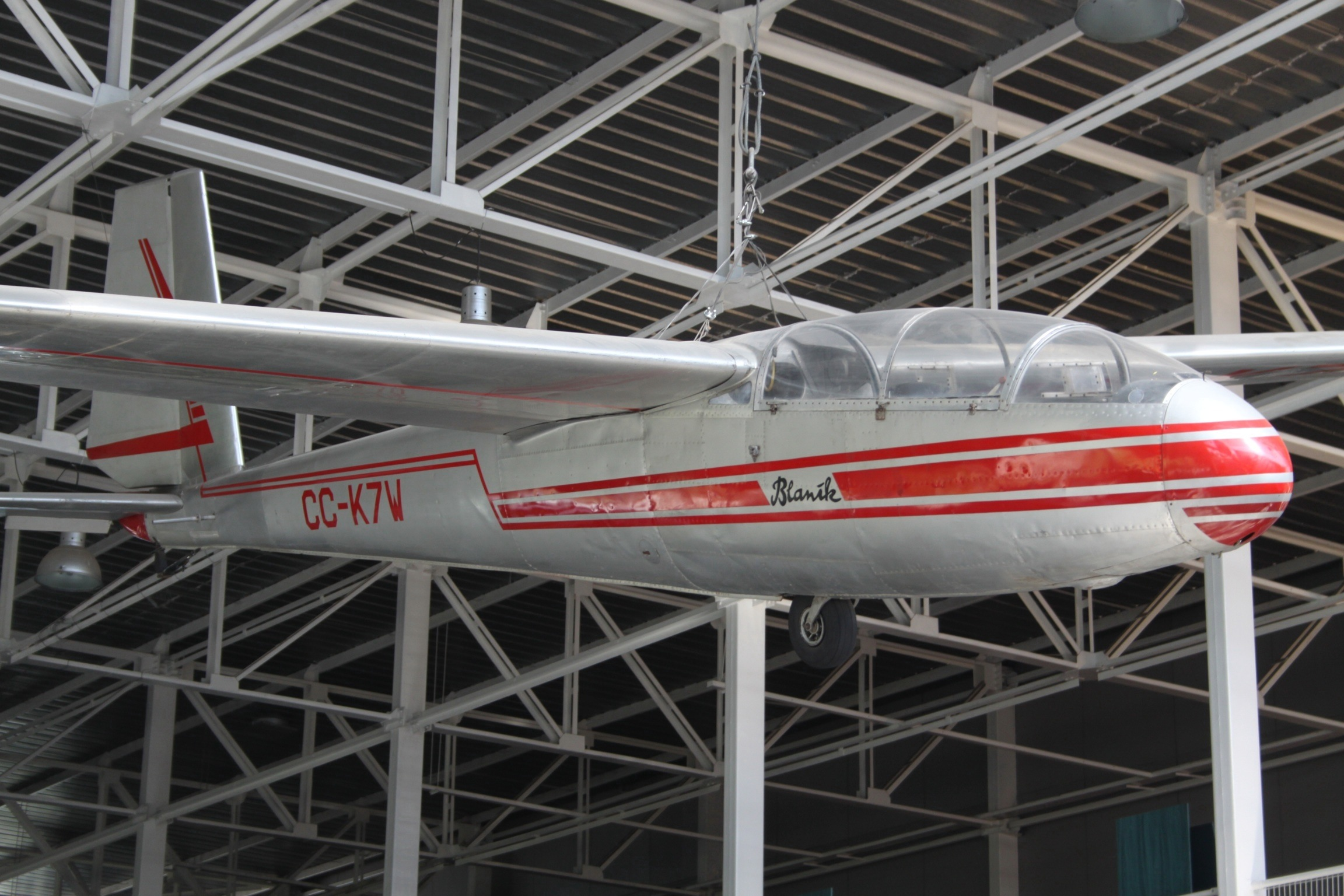
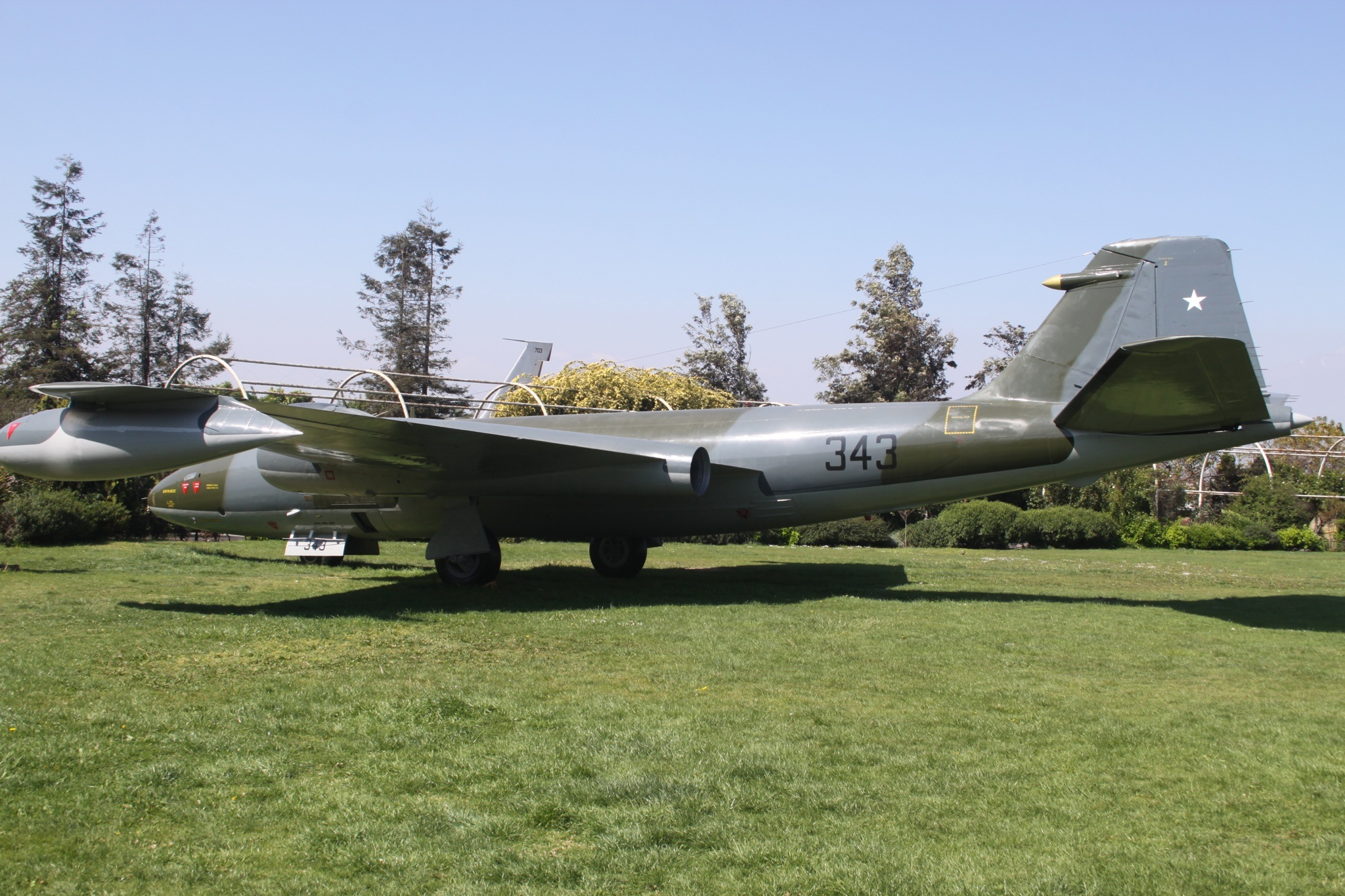
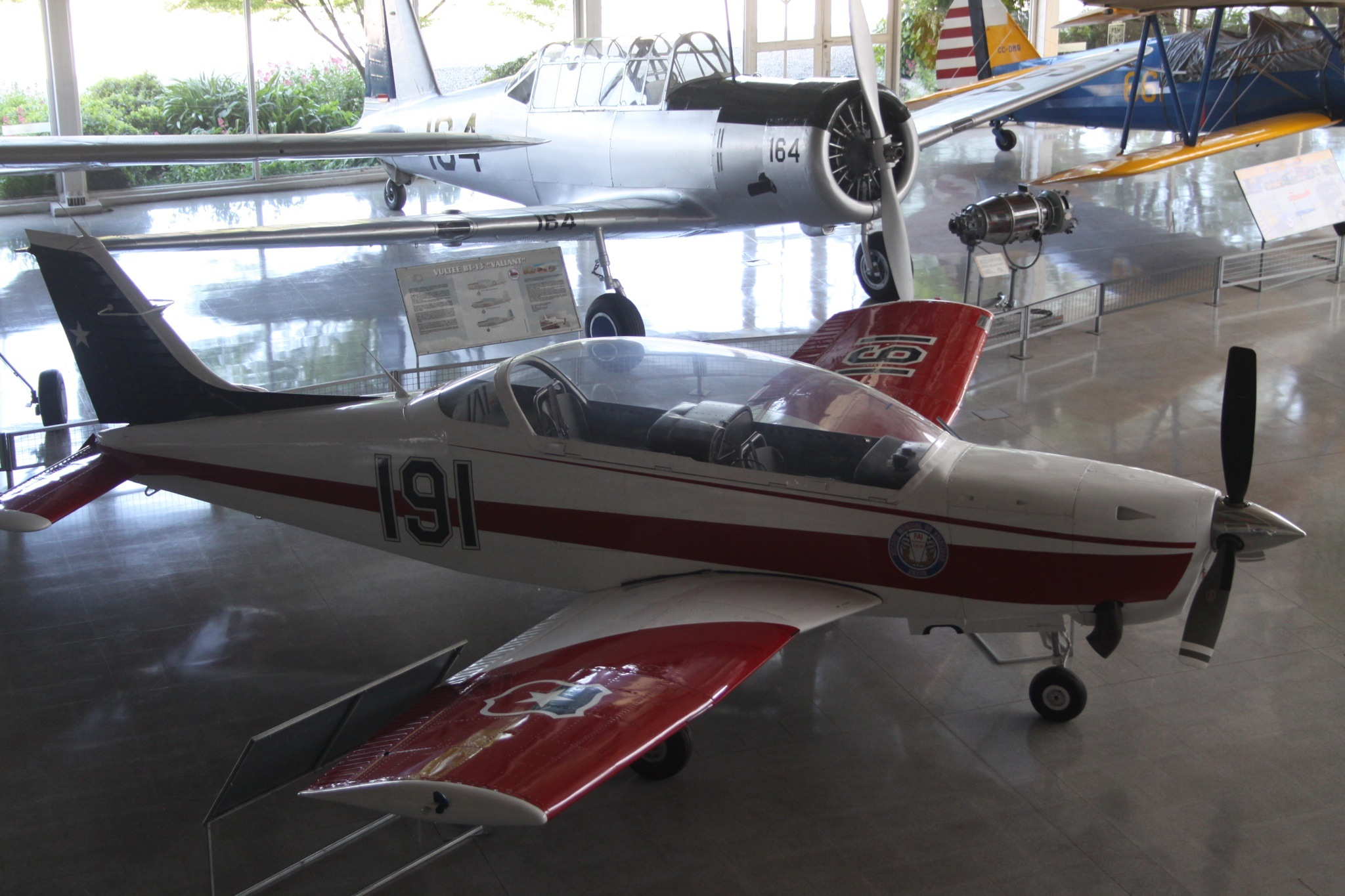
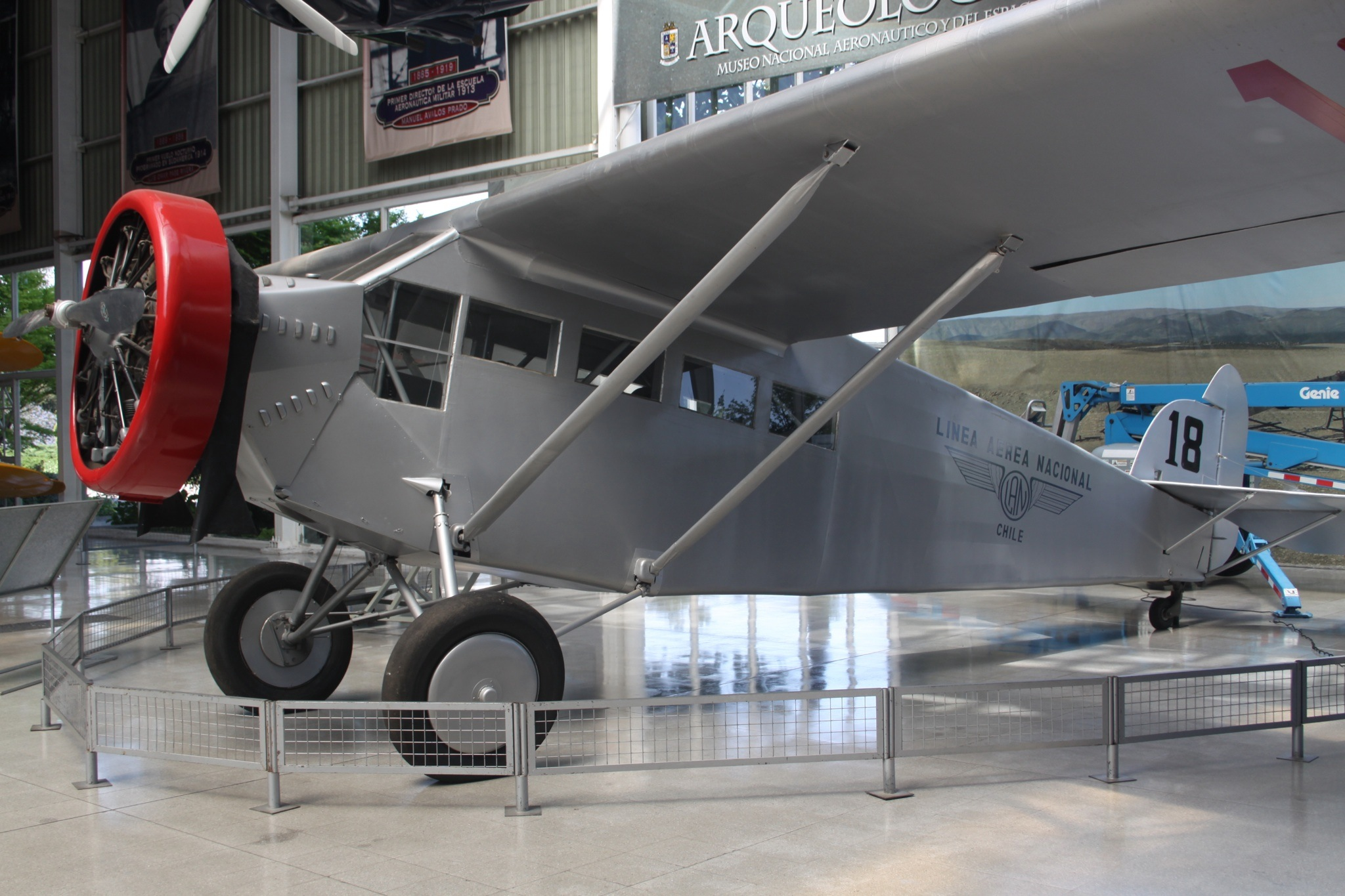